# Antiga Vegueria Francesa
L'Antiga Vegueria Francesa, o Casa Nyerro, és un edifici d'habitatges d'Andorra la Vella protegit com a bé immoble inventariat per la seva significació en l'arquitectura de granit del principat. Està situat al número 15 de l'avinguda Meritxell.
És un edifici de caràcter plurifamiliar, construït els anys 1930, que organitza la seva façana seguint les característiques de l'arquitectura de granit. Segueix uns paràmetres propis de l'època en què va ser construït que trenquen amb els models de construcció de l'arquitectura tradicional vigent fins llavors: obertures en arc de mig punt, balcons de peanya consistent en una peça de granit arrodonida, tribuna central sobresortint, carreus esquadrats als angles i a l'entorn de les obertures.
Aquest edifici constitueix un testimoni important del corrent de l'arquitectura de granit i té també el valor històric d'haver estat la primera seu de la vegueria francesa establerta de forma fixa a l'interior del país.